# Antocha (Antocha) biarmata
Antocha (Antocha) biarmata is een tweevleugelige uit de familie steltmuggen (Limoniidae). De soort komt voor in het Nearctisch gebied.